# Franck Vogel
Pour les articles homonymes, voir Vogel.
Franck Vogel est un photographe, journaliste et réalisateur français, né le 5 août 1977 à Strasbourg (Bas-Rhin). Il vit et travaille à Paris.

## Biographie
Originaire d'Alsace, il a grandi à Traenheim, petit village viticole sur la route des vins. Après une licence de biochimie à l'université Louis-Pasteur de Strasbourg, il bénéficie d'un bourse lui permettant d'aller faire sa maîtrise de biochimie en double diplôme à l'université Lehigh aux États-Unis en 1998, avant d'intégrer l'Institut national agronomique Paris Grignon (maintenant AgroParisTech) sur titre directement en 2e année en 1999. Après l'obtention de son diplôme d'ingénieur en 2001, il part début 2002 pour un long voyage autour du monde d'une année en auto-stop et chez l'habitant avec un budget de quelques dollars par jour. Ce voyage riche en rencontres et quelques séances de méditation plus tard il prend la décision de se lancer dans la photographie en 2003.
Franck Vogel est connu pour ses travaux sur des sujets environnementaux (Les Bishnoïs, écologistes depuis le XVe siècle), sociaux (Le Massacre des Albinos en Tanzanie), ethnologiques (Les Valaques, le peuple le plus discret des Balkans) et géopolitiques (Les Fleuves Frontières - reportage à long terme sur 8 fleuves majeurs dont le Nil, le Brahmapoutre, le Colorado, le Jourdain, le Mékong, le Gange, le Zambèze et le Danube qui ont connu ou qui connaissent des tensions liées à l'accès à l'eau), qui ont été publiés par la presse internationale (GEO, Stern, Paris Match, NRC Weekblad, Animan, Le Monde diplomatique...) et exposés à travers le monde. BBC News l'a interviewé sur son travail sur les Fleuves lors de l'exposition à Gardens by the Bay à Singapour. Il donne également des conférences, notamment à l'université Columbia, à New York avec le Earth Institute, lors de COP21 à Paris pour l'UNESCO ou de COP22 à Marrakech avec l'académicien Erik Orsenna. Le Pavillon de l'Eau à Paris lui a consacré une grande exposition sur le Colorado,, et les éditions de la Martinière ont publié un livre photographique Fleuves Frontières, la guerre de l'eau aura-t-elle lieu? en 2016.
Il est l'auteur et le coréalisateur du film documentaire sur les Bishnoïs Rajasthan, l'âme d'un prophète (52 min, France 5, 2011),, qui a obtenu le Phoenix d’Or 2011, et le Prix Terre Sauvage 2013. Télérama lui rend un bel hommage en écrivant: « Si tout le monde pouvait voir ce documentaire, la terre tournerait sans doute plus rond, ».
La plus haute reconnaissance Bishnoï lui a été remise par la communauté Bishnoï en octobre 2013 pour avoir diffusé leur culture à travers le monde.
Il est membre de la Société des explorateurs français et ambassadeur pour Green Cross, ONG de Mikhaïl Gorbatchev pour l’environnement.

## Œuvres

### Les Bishnoïs, écologistes depuis leXVesiècle
La communauté Bishnoïs (environ 600 000 individus) vit en harmonie avec la nature et la vie sauvage depuis le XVe siècle dans le désert du Thar au Rajasthan en Inde. Leur prophète, Jamboji, leur a édicté 29 règles pour vivre une vie heureuse et saine dans un environnement difficile. Le partage est au centre de la philosophie puisqu'il a créé la première éco-taxe: les Bishnoïs sont en effet obligés de donner 10 % de leur récolte pour la vie sauvage. Ces végétaliens (ils boivent quand même du lait) planteurs d'arbres vont même jusqu'à donner leur vie pour sauver les gazelles et les arbres.
Franck Vogel fut le premier Occidental à avoir obtenu l'autorisation de photographier les lieux sacrés bishnoïs en 2007. Il séjourna trois fois 2 mois pour la réalisation du reportage photo (publié dans plus de 20 pays dont par GEO pour le numéro des 30 ans, en mars 2009) puis encore six semaines pour le tournage du film avec Benoit Ségur Rajasthan, l'âme d'un prophète en 2010. Le film raconte l'histoire de Rana Ram Bishnoi, qui a planté plus de 25 000 arbres, et de Khamu Ram Bishnoi, qui se bat contre la pollution des sacs plastiques. Paris Match lui a d'ailleurs consacré un article : Khamu Ram l'Ecolo.
Il leur dédia également des fresques monumentales avec des textes de la romancière Irène Frain dans les stations Montparnasse (2011) et Luxembourg (2012) du Métro parisien (plus de 12 millions de visiteurs)
Le livre photographique BISHNOIS (en français et anglais) rend hommage à ce peuple et existe en plusieurs versions.
- Expositions lors de la COP21 au Kazakhstan en décembre 2015 invité par l'Ambassade de France.
- Exposition lors du Dali Photo Festival en 2015 en Chine.
- Exposition lors du Yangon Photo Festival en 2014 en Birmanie et présentation à Mme Aung San Suu Kyi
- Exposition au Fort de Jodhpur en Inde, invité par le Maharaja de Jodhpur (2013)
- Exposition lors de Photokina 2012 à Munich.

### Les Albinos en Tanzanie
Il a réalisé un travail sur les albinos en Tanzanie qui sont tués et découpés pour la magie noire. En effet, les sorciers utilisent leurs membres pour en faire des potions qui permettent d'aider les hommes politiques à se faire élire et aux chercheurs d'or de s'enrichir davantage.
L'histoire est a découvrir dans le livre Zeru, Zeru - Naître albinos en Tanzanie,
- Publication du reportage en couverture du NRC Weekblad (plus grand magazine hollandais)
- Expositions au SCOOP d’Angers 2009, MK2 Bibliothèque à Paris, Rencontres d’Arles 2010, Visa pour l’image 2010, et au Festival de Pingyao en Chine.
- Je ne suis pas un talisman illustré par des photographies de Franck Vogel est publié chez Michel Lafon en 2012. Le livre raconte l'histoire vraie de la petite Bibiana Mbushi qui a survécu après qu'on lui ait coupé une jambe à la machette.

### Les Fleuves Frontières
Depuis 2012, Franck Vogel mène un travail sur les tensions liées à l'accès à l'eau sur les fleuves transfrontaliers. Le projet s'articule autour de huit fleuves majeurs (Nil, Brahmapoutre, Colorado, Jourdain, Mékong, Gange, Zambèze et Danube) et la série a été publiée par le magazine GEO (le Nil, le Brahmapoutre, le Colorado, le Jourdain , le Mékong, le Gange,, le Zambèze,,  et le Danube en octobre 2020). BBC News l'a interviewé sur son travail sur les Fleuves lors de l'exposition à Gardens by the Bay à Singapour. Le livre Fleuves Frontières a également été publié aux éditions de la Martinière en 2016.
- Exposition sur les Fleuves Frontières au Horizonte Fotofestival à Zingst (Allemagne) en 2021, au Lycée Français Notre-Dame de Sion de Istanbul (Turquie) en 2018, à la Galerie Fait & Cause à Paris en 2017.
- Exposition sur Le Colorado, le fleuve qui n'atteint plus la mer au Pavillon de l'Eau à Paris du 30 mai au 30 décembre 2016, puis au musée de l'Eau de Pont-en-Royans de 2019 à 2021.
- Exposition sur les Fleuves Frontières à Gardens by the Bay à Singapour en avril-mai 2016.
- Exposition sur le Brahmapoutre au Festival Photoreporter en 2014 avec de la réalité augmentée.
- Exposition sur l'Eau du Nil, guerre ou partage, au Festival Photoreporter de la Baie de Saint-Brieuc en 2012 et une partie des images à Genève en Suisse autour du lac Léman lors des 20 ans de Green Cross,.